# NHL Hitz 2002
NHL Hitz 2002 es un videojuego de hockey sobre hielo estilo arcade desarrollado por Black Box Games y publicado por Midway Games para PlayStation 2, Xbox y GameCube. Es el primer juego de la serie NHL Hitz. Midway lanzó este juego junto con NFL Blitz.

## Jugabilidad
Se diferencia de los juegos tradicionales de la NHL en que no intenta simular con precisión el hockey sobre hielo de la vida real. Las reglas son mucho más relajadas y los atributos de los jugadores aumentaron dramáticamente, dándole al juego una sensación arcade.
El juego cuenta con tres jugadores en el hielo para cada equipo, con 3 jugadores adicionales en el banquillo de cada equipo. Los cambios de línea pueden realizar entre períodos. Peleas se incluyeron en el juego, pero las reglas de las mismas diferían mucho de las reglas de la NHL. Las peleas duran hasta que un jugador es eliminado y el jugador perdedor queda fuera del juego permanentemente. Como sólo hay 6 jugadores por equipo, después de que un equipo pierde 3 peleas, no se permiten peleas adicionales. Los golpes se alientan en lugar de penalizarse, y los jugadores pueden derribar a otros jugadores para sacarlos temporalmente del juego, sin incurrir en penalizaciones.
Si un jugador anota 3 goles en un juego en su respectivo equipo, ese jugador se convierte en "On Fire", lo que lo hace más difícil de derribar y le brinda un tiro más poderoso. Si algún equipo anota tres one-timer ininterrumpidos, logra "Team Fire" en el que cada jugador tiene Llamas Azules rodeándolos y tiene todas las ventajas del mencionado On Fire. No hay cambios de línea durante un período y no hay juego de temporada regular. La portada presenta al ahora retirado defensa de la NHL Scott Stevens de los New Jersey Devils.
El juego tenía una sección de competencia de habilidades con múltiples desafíos diferentes. También se presentó la posibilidad de desbloquear cabezas enfermas, estadios y camisetas antiguas.

## Recepción
El juego recibió "críticas generalmente favorables" en todas las plataformas según el sitio web de agregación de reseñas Metacritic. Jim Preston del último número de NextGen calificó la versión de PlayStation 2 como "el mejor juego de deportes 'loco' que hemos jugado en años". La revista dijo de manera similar sobre la versión de Xbox: "Si te apetece un partido de hockey en el que los jugadores literalmente se incendian y sufren frecuentes vuelos a través del cristal, esto es algo magnífico".